# Peso colombià
El peso colombià (en espanyol peso colombiano o, simplement, peso) és la unitat monetària de Colòmbia. El codi ISO 4217 és COP. Normalment s'abreuja $, o COL$ per diferenciar-lo d'altres tipus de pesos. Tradicionalment s'ha subdividit en 100 centaus (centavos), fracció que actualment no s'utilitza a causa del poc valor de la moneda colombiana.
El peso colombià es va adoptar el 1837 i es dividia en 8 rals (reales). El pas al sistema decimal es va fer el 1847, en què el peso es va subdividir en 10 rals. El sistema actual de 100 centaus es va introduir el 1872.

## Monedes i bitllets
Emès pel Banc de la República (Banco de la República), en circulen monedes de 5, 10, 20, 50, 100, 200 i 500 pesos, i bitllets de 1.000, 2.000, 5.000, 10.000, 20.000 i 50.000 pesos. Les monedes de 5 i 10 pesos, a la pràctica, tenen una circulació ben escassa a causa de la inflació; l'any 2002 es va treure de la circulació la moneda de 1.000 pesos que circulava des del 1996.

## Taxes de canvi
- 1 EUR = 4.501,13 COP (25 d'agost del 2024)
- 1 USD = 4.028,45 COP (25 d'agost del 2024)